# Хохлатая игрунка
Хохлатая игрунка (лат. Callithrix flaviceps) — примат из семейства игрунковых. Встречается в дождевых тропических лесах Бразилии, на юге Эспириту-Санту, возможно также на севере штата Рио-де-Жанейро до границы с Минас-Жерайс.

## Описание

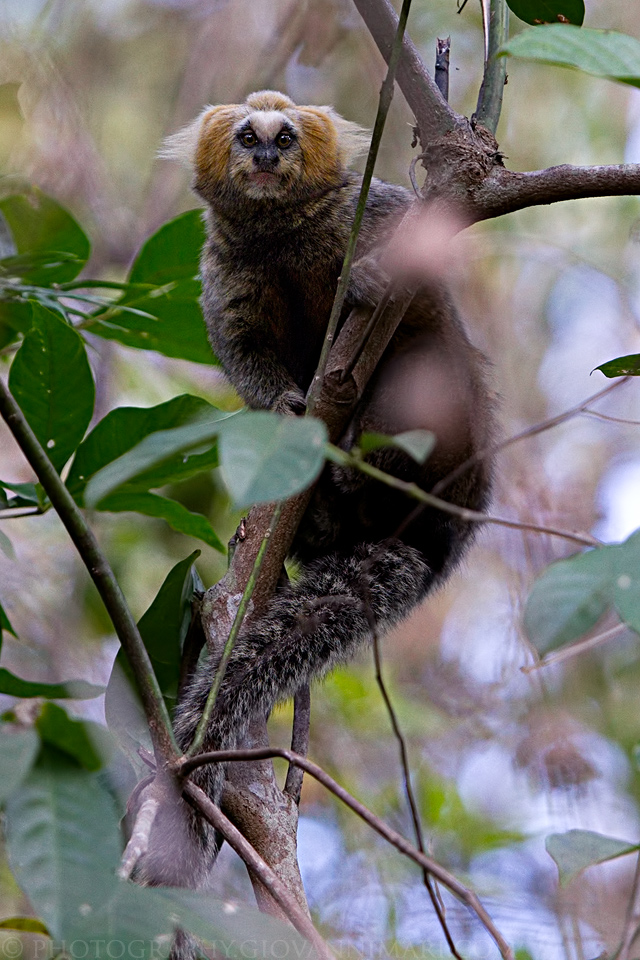
Хохлатая игрунка в Каратинге, Бразилия

Вес взрослого животного от 250 до 450 г. У этих приматов замедленный обмен веществ и увеличенная слепая кишка, что связано с их рационом, содержащим большое количество клетчатки.

## Поведение
Из-за своих небольших размеров хохлатые игрунки становятся жертвами большого количества хищников, таких как оцелоты, анаконды, ястребиные, туканы и другие. Для защиты от хищников группы хохлатых игрунок используют четыре различных типа поведения. Первый тип, предупреждающий об опасности с воздуха, заключается в издавании звуков низкой интенсивности, с закрытым ртом. Эти звуки похожи на негромкий свист. Второй тип, также представляющий собой предупреждающий сигнал о воздушной опасности, это звуковые сигналы высокой интенсивности. Игрунки используют свист, означающий, что всем членам группы необходимо спрятаться под ветвями деревьев. Это поведение инстинктивное, зачастую игрунки прыгают с ветки на ветки на десять метров вниз, чтобы укрыться.
Третий тип поведения используется для защиты от наземных хищников. Несколько обезьян издают специальные звуки, предупреждая о возможной опасности, например, змее. После этого группа сбивается в плотную кучу в 15—20 метрах от хищников и издают низкие звуки, что отпугивает некоторых хищников, например, енотов. Последний тип поведения — реакция на крайнюю опасность со стороны наземного хищника, случается, например, при нападении тайры. В этом случае все члены группы также сбиваются в кучу и издают громкие высокие отпугивающие звуки.
Эти приматы используют специальные звуковые сигналы для оповещения группы, когда кто-либо из её членов находит источник пищи. В качестве ответа на этот сигнал молодые члены группы сбегаются к зовущему, издавая восторженное верещание. Подобное верещание издаёт также и доминантная самка.

## Рацион
В рацион входят фрукты, камедь и другие растительные эксудаты. Могут также питаться насекомыми, птичьими яйцами, птенцами, лягушками и другими мелкими позвоночными. Часть рациона составляют грибы, которые, в отличие от фруктов, можно в изобилии найти в лесу в любое время года.